# Rüdiger Kuhlbrodt

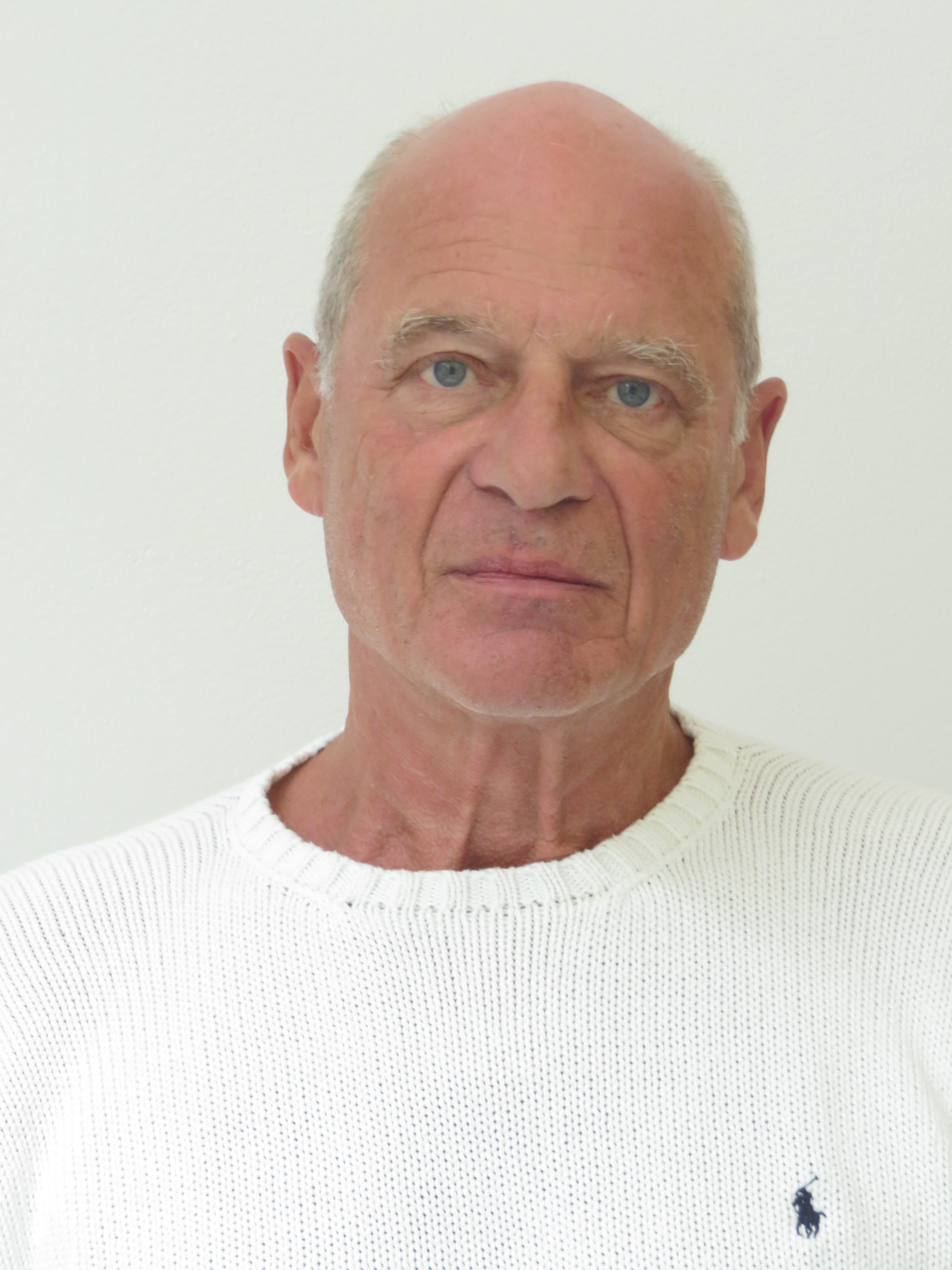
Rüdiger Kuhlbrodt 2016

Rüdiger Nitzo Kuhlbrodt (* 20. November 1942 in Hamburg) ist ein deutscher Theater-, Film- und Fernseh-Schauspieler und Theater-Regisseur.

## Leben
Rüdiger Kuhlbrodt stammt aus einem akademischen Elternhaus. Er wuchs als fünftes Kind des maritimen Meteorologen und Leiter des Hamburger Seewetteramtes Erich Kuhlbrodt und der Geologin Lucie Kuhlbrodt in Hamburg-Eppendorf auf. Nach dem Abitur studierte er von 1964 bis 1967 Schauspiel an der Hochschule für Musik und darstellende Kunst in Hamburg, in einem Jahrgang u. a. mit Dietmar Mues, Dagmar Berghoff und Heidemarie Rohweder. Es folgten erste Engagements im Rollenfach des „jugendlichen Helden“ am Stadttheater Pforzheim und am Mainfranken Theater Würzburg, am Theater Lübeck, später den Städtischen Bühnen Münster und 1975 am Schauspielhaus Bochum. Unter der Intendanz von Peter Zadek arbeitete Rüdiger Kuhlbrodt u. a. mit den Regisseuren Rosa von Praunheim, Werner Schroeter, Jiří Menzel, Augusto Fernandes sowie Jürgen Flimm zusammen. Zum Ensemble gehörten u. a. Hannelore Hoger, Tana Schanzara und Ulrich Wildgruber, aber auch Herbert Grönemeyer, Marie-Luise Marjan und Matthias Zschokke.  Man erweiterte nicht nur den Rahmen von Theaterkunst, sondern erprobte auch das Mitbestimmungstheater. Rüdiger Kuhlbrodt beendete seine Bochumer Zeit 1979 mit einem hartnäckigen Arbeitskampf gegen den nachfolgenden Intendanten Claus Peymann. Dieser hatte 44 Mitgliedern des Bochumer Schauspielhauses gekündigt. Als Obmann der Genossenschaft Deutscher Bühnenangehöriger (GDBA) erstritt er gemeinsam mit den Kollegen Abfindungen für alle Betroffenen.
Nach einer kreativen Auszeit in Kalifornien, in der er den Kinofilm Exit Sunset Boulevard mit Elke Sommer und Azizi Johari drehte, baute er 1980 mit anderen Künstlern das alternative Theaterprojekt im ehemaligen Atlantik-Kino Düsseldorf auf. Eine „Knast-Tournee“ führte in Justizvollzugsanstalten in ganz Nordrhein-Westfalen, weitere Tourneen in andere theaterferne Einrichtungen wie Altenheime und Jugendzentren. Daraufhin holte ihn 1984 das Westfälische Landestheater als Oberspielleiter. Hier realisierte Rüdiger Kuhlbrodt politische Revuen, so Der gläserne Mensch und Deutschland ein Wundermärchen, aber auch Romanadaptionen wie 1984, Kleiner Mann – was nun? sowie das Drama Hoppla, wir leben. Außerdem inszenierte er das türkische Migrationsstück Sevdican – Tor der Hoffnung mit der bekannten türkischen Schauspielerin Dilek Türker in der Hauptrolle.
1986 folgte er einem Ruf Peter Zadeks als Schauspieler ans Deutsche Schauspielhaus in Hamburg. Hier spielte er bis 1991 an der Seite u. a. von Susanne Lothar, Ulrich Tukur, Eva Mattes, Monica Bleibtreu und Michael Degen. Nach einem Ausflug ins Boulevardtheater an der Seite von Evelyn Hamann sowie Walter Plathe (Komödie Winterhuder Fährhaus Hamburg sowie Komödie am Kurfürstendamm Berlin) und dem Gastspiel Der Blaue Engel am Theater des Westens Berlin, Regie Peter Zadek, in der Hauptrolle Ute Lemper, wurde er 1994 unter der Direktion von Heiner Müller, Matthias Langhoff, Fritz Marquardt, Peter Palitzsch und Peter Zadek Mitglied des Berliner Ensembles. Nach 1996 folgten Gastverträge u. a. mit den Kammerspielen Berlin, der Deutschen Staatsoper Berlin, den Wiener Festwochen, der Schaubühne am Lehniner Platz, dem Schlosspark Theater Berlin, dem Theater der Landeshauptstadt Magdeburg, den Hamburger Kammerspielen, der Ruhrtriennale, den Freilichtspielen Schwäbisch Hall und dem Landestheater Salzburg. 2002 gründete er aus politischem Anlass (Zweiter Irakkrieg) die freie Gruppe Global Heroes, die mit der Multimedia-Performance Amerika im Krieg: Eine Serie auftrat.
Daneben spielte Rüdiger Kuhlbrodt bisher in mehr als 200 Film- und Fernsehproduktionen, in denen er mittlerweile das Rollenfach des „angry grandpa“ bekleidet.

## Privates
Rüdiger Kuhlbrodt ist der Bruder des Archäologen, Tänzers und ehemaligen Intendanten der Ruhrfestspiele Eckhard Kuhlbrodt sowie des Staatsanwalts, Filmkritikers und Performers Dietrich Kuhlbrodt. Er ist in zweiter Ehe verheiratet und lebt in Berlin und Palm Beach, Florida.

## Regien und Projekte
- 1968: Max Frisch: Die große Wut des Philipp Hotz
- 1970: Christopher Fry: Ein Phönix zuviel[9]
- 1970: James Saunders:Der Schulmeister
- 1970: John Mortimer: Das Pflichtmandat[10]
- 1971: René de Obaldia: Seeluft (fr.: L’Air du large, 1966)[11]
- 1973: Luigi del Torre: Aus Mangel an Beweisen[12]
- 1973: Louise Labé, Pierre de Ronsard, François Villon: Liebe und Reue[13]
- 1980: Till Eulenspiegel
- 1983: Janosch: Ich sag, du bist ein Bär
- 1983: Hans Fallada: Jeder stirbt für sich allein[14][15]
- 1984: Der gläserne Mensch[16]
- 1984: George Orwell: 1984
- 1985: Nezihe Meriç: Sevdican – Tor der Hoffnung
- 1985: Ernst Toller: Hoppla, wir leben
- 1986: Deutschland ein Wundermärchen
- 1989: Henry Miller: Plexus Sexus Nexus
- 2007: Erich Kästner: Das blaue Buch. Kriegstagebuch und Romannotizen

## Theaterrollen (Auswahl)
- 1975: Frühlingserwachen von Frank Wedekind, Rolle: Vater Gabor, Regie: Peter Zadek
- 1976: Sonny Boys von Neil Simon, Rolle: Ben Silverman, Regie: Hans Lietzau
- 1976: Menschen im Hotel von Vicki Baum, Rolle: Baron von Geigern, Regie: Rosa von Praunheim
- 1977: Käthchen von Heilbronn von Heinrich von Kleist, Rolle: Georg von Waldstätten, Regie: Werner Schroeter
- 1978: Der Untertan von Heinrich Mann, Rolle: Fuchsmajor, Regie: Jürgen Flimm
- 1979: Katzenspiel von István Örkény, Rolle: Neffe, Regie: Jiří Menzel
- 1982: Die Dreigroschenoper von Bertolt Brecht, Rolle: Mackie Messer, Regie: Roland Kabelitz
- 1984: Dantons Tod von Georg Büchner, Rolle: Georges Danton, Regie: Rainer Mathias Beck[17]
- 1986: Prawda von Howard Brenton und David Hare, Rolle: Michael Quince, Regie: Matthias Langhoff
- 1987: Andy von Burkhard Driest, Rolle: Olaf Wolpe, Regie: Peter Zadek
- 1988: Wölfe nach Carlos Saura, Rolle: Hauslehrer Anatol, Regie: Gerald Uhlig[18][19]
- 1988: Lulu von Frank Wedekind, Rolle: Journalist Heilmann, Regie: Peter Zadek
- 1988: Punkt Punkt Komma Strich von Wilfried Minks, Rolle: Ernst Jandl, Regie: Wilfried Minks
- 1989: Reineke Fuchs von Johann Wolfgang von Goethe, Rolle: Isegrimm der Wolf, Regie: Michael Bogdanov
- 1990: Road von Jim Cartwright, Rollen: Jerry, Brian, Professor etc., Regie: Peter Kühn[20]
- 1990: Amphitryon von Heinrich von Kleist, Rolle: Alkibiades, Regie: Niels-Peter Rudolph
- 1992: Der blaue Engel nach Heinrich Mann, Rolle: Konsul Wolters, Regie: Peter Zadek
- 1994: Antonius und Cleopatra von William Shakespeare, Rollen: Tidias, Prokuleus, Regie: Peter Zadek
- 1997: In der Sache J. Robert Oppenheimer von Heinar Kipphardt, Rolle: J. Robert Oppenheimer, Regie: Hermann Kleinselbeck
- 1998: Die Kassette von Carl Sternheim, Rolle: Heinrich Krull, Regie: Jürgen Thormann
- 1998: Doppelleben Deutsch von Marc Pommerening, Rolle: Johannes R. Becher, Regie: Hannes Hametner
- 1998: Histoire de Pygmalion et Don Juan ou Le Roi s'amuse, Rolle: Friedrich der Große, Regie: David Sutherland[21]
- 2000: Hamlet von William Shakespeare, Rolle: Güldenstern, Regie: Peter Zadek
- 2001: Hitlers Doktor Faust von Rolf Hochhuth, Rolle: Niels Bohr, Regie: Marcello de Nardo[22]
- 2004: Wallenstein von Friedrich von Schiller, Rolle: Wallenstein, Regie: Axel Schneider
- 2005: Don Carlos von Friedrich von Schiller, Rolle: Philipp II., Regie: Manfred Weiß
- 2008: Maestro von Christoph Klimke, Rolle: Maestro Herbert von Karajan, Regie: Johann Kresnik[23][24]

## Filmografie (Auswahl)

### Kino
- 1980: Exit Sunset Boulevard, Regie: Bastian Clevé
- 1982: Sender Freies Bild, Regie: Rüdiger Daniel
- 1987: Der Einbruch, Regie: Bettina Woernle
- 1988: Blindman's Ball, Regie: Dore O.
- 1991: Der Eisbärkönig, Regie: Ola Solum
- 1992: Mau Mau, Regie: Uwe Schrader
- 1994: Das Rätsel Knut Hamsun, Regie: Bentein Baardson
- 1998: The Waiting Time, Regie: Stuart Orme
- 2007: Der Baader Meinhof Komplex, Regie: Uli Edel
- 2009: Blissestraße, Regie: Paul Donovan
- 2010: Der ganz große Traum, Regie: Sebastian Grobler
- 2013: König von Deutschland, Regie: David Dietl
- 2014: German Angst, Regie: Andreas Marschall

### Fernsehen
- 1983: Rote Erde, Regie: Klaus Emmerich
- 1993: Ispettore Sarti, Regie: Giulio Questi
- 1995: Die Angst hat eine kalte Hand, Regie: Matti Geschonneck
- 1997–1998: Hinter Gittern – Der Frauenknast
- 1999: Virtual Vampire, Regie: Michael Busch
- 2000: Der Tunnel, Regie: Roland Suso Richter
- 2001: Utta Danella – Der blaue Vogel
- 2003: Ein starkes Team – Blutsbande
- 2004: Tsunami, Regie: Winfried Oelsner
- 2005: Die Bagdadbahn, Regie: Roland May
- 2005: Die Luftbrücke – Nur der Himmel war frei, Regie: Dror Zahavi
- 2006: Moppel-Ich, Regie: Thomas Nennstiel
- 2006: Polizeiruf 110, Folge: Traumtod, Regie: Christine Hartmann
- 2008: Tatort – Erntedank e. V., Regie: Angelina Maccarone
- 2008: Giacomo Puccini – Die dunkle Seite des Mondes, Regie: Andreas Morell
- 2009: Ein starkes Team, Folge: Im Zwielicht, Regie: Ulrich Zrenner
- 2009: Marie Brand und die Nacht der Vergeltung, Regie: Manuel Siebenmann
- 2010: Schicksalsjahre, Regie: Miguel Alexandre
- 2011: Alarm für Cobra 11 – Die Autobahnpolizei, Regie: Heinz Dietz
- 2011: Und alle haben geschwiegen, Regie: Dror Zahavi
- 2012: Heiter bis tödlich: Hubert und Staller, Folge: Nachts, wenn die Wasserwacht, Regie: Jan Markus Linhof
- 2013: Das Jerusalem-Syndrom, Regie: Dror Zahavi
- 2013: Ich will dich, Regie: Rainer Kaufmann
- 2014: Morden im Norden, Folge: Blumenopfer, Regie: Torsten Wacker
- 2017, 2018: Jerks., 2 Folgen
- seit 2018: Die Heiland – Wir sind Anwalt, Regie Christoph Schnee, Bruno Grass
- 2019: Notruf Hafenkante, Folge: Vier Stunden Luft, Regie: Daniel Drechsel Grau
- 2019: Mordshunger – Verbrechen und andere Delikatessen: Wie ein Ei dem anderen (Fernsehfilm zur Serie), Regie: Josh Broecker
- 2022: Morden im Norden, Folge: Tödliche Fracht, Regie: Tanja Roitzheim
- 2023: SOKO Stuttgart, Folge: Sweet Sixty, Regie: Burkhard Feige